# Sernhac
Sernhac – miejscowość i gmina we Francji, w regionie Oksytania, w departamencie Gard.
Według danych na rok 1990 gminę zamieszkiwało 1155 osób, a gęstość zaludnienia wynosiła 129 osób/km² (wśród 1545 gmin Langwedocji-Roussillon Sernhac plasuje się na 302. miejscu pod względem liczby ludności, natomiast pod względem powierzchni na miejscu 808.).